# 王湜
王湜（1529年—？），字定甫，號清所，江西南昌府新建縣民籍浙江台州府臨海縣人，明朝政治人物。

## 生平
嘉靖二十八年（1549年）己酉科江西鄉試第八十五名舉人。嘉靖三十八年（1559年）中式己未科會試第二百二十名，二甲第三名進士。官至刑部主事。

## 家族
曾祖王允壽，儀賓 封中奉大夫；祖父王朝卿，進士；父王諫，府通判。母康氏；繼母徐氏。永感下。兄王淑（同科進士）。弟王澍。